# キリスト教民主党 (ルワンダ)
キリスト教民主党（キリストきょうみんしゅとう、英語：Christian Democratic Party、フランス語：Parti Démocratique Chrêtien）は、ルワンダの政党。2003年9月30日総選挙で53議席中3議席を獲得した。ルワンダ愛国戦線などとともに連立与党を構成している。アニエス・ムカバランガは、同党の有力指導者の一人である。